# Делирадев, Никола
Никола Делирадев (болг. Никола Делирадев; 16 июня 1881, Панагюриште, Восточная Румелия— 15 июня 1961, там же, Болгария) — болгарский писатель, путешественник и охотник.

## Биография
В 1905 году муж его сестры предложил Николе поехать в Африку. Без всякой подготовки и средств они отправились туда. Год прожил в Египте, работая в нескольких итальянских компаниях, чтобы сэкономить деньги и отправиться в Эфиопию.
В начале 1906 Никола Делирадев устроился на работу в русской дипломатической миссии в Аддис-Абебе. В 1910 году был включен в состав большой экспедиции, которая отправилась на исследования нового района Эфиопии — Абигар.
В течение 54 лет жил и работал в Эфиопии. Был представителем иностранных компаний по экспорту кофе и кожи, директором императорской фермы у губернатора провинции Абигар. Позже основал собственную ферму, на которой внедрял передовые для своего времени агрономической новшества. Разработал план и руководил осушением болот и строительством каналов в Эфиопии.
В 1915 году женился на латышке Альвине.
Прославился как искусный и отважный охотник. Один из самых известных охотников на слонов. Убил на охоте более 100 слонов. Кроме слонов, подстрелил большое количество леопардов, бегемотов, страусов и многих других.
Большое количество его охотничьих трофеев пополнило коллекции многих музеев и частных собраний, в том числе в его родном городе.
В 1960 году он с женой вернулся в Болгарию.
О своих приключениях написал автобиографическую книгу «Моя последняя охота на слонов» и поэтический сборник «Под палящими лучами африканского солнца».